# Aedes pulchrithorax
Aedes pulchrithorax är en tvåvingeart som beskrevs av Edwards 1939. Aedes pulchrithorax ingår i släktet Aedes och familjen stickmyggor. Inga underarter finns listade i Catalogue of Life.